# Gà Valdarno

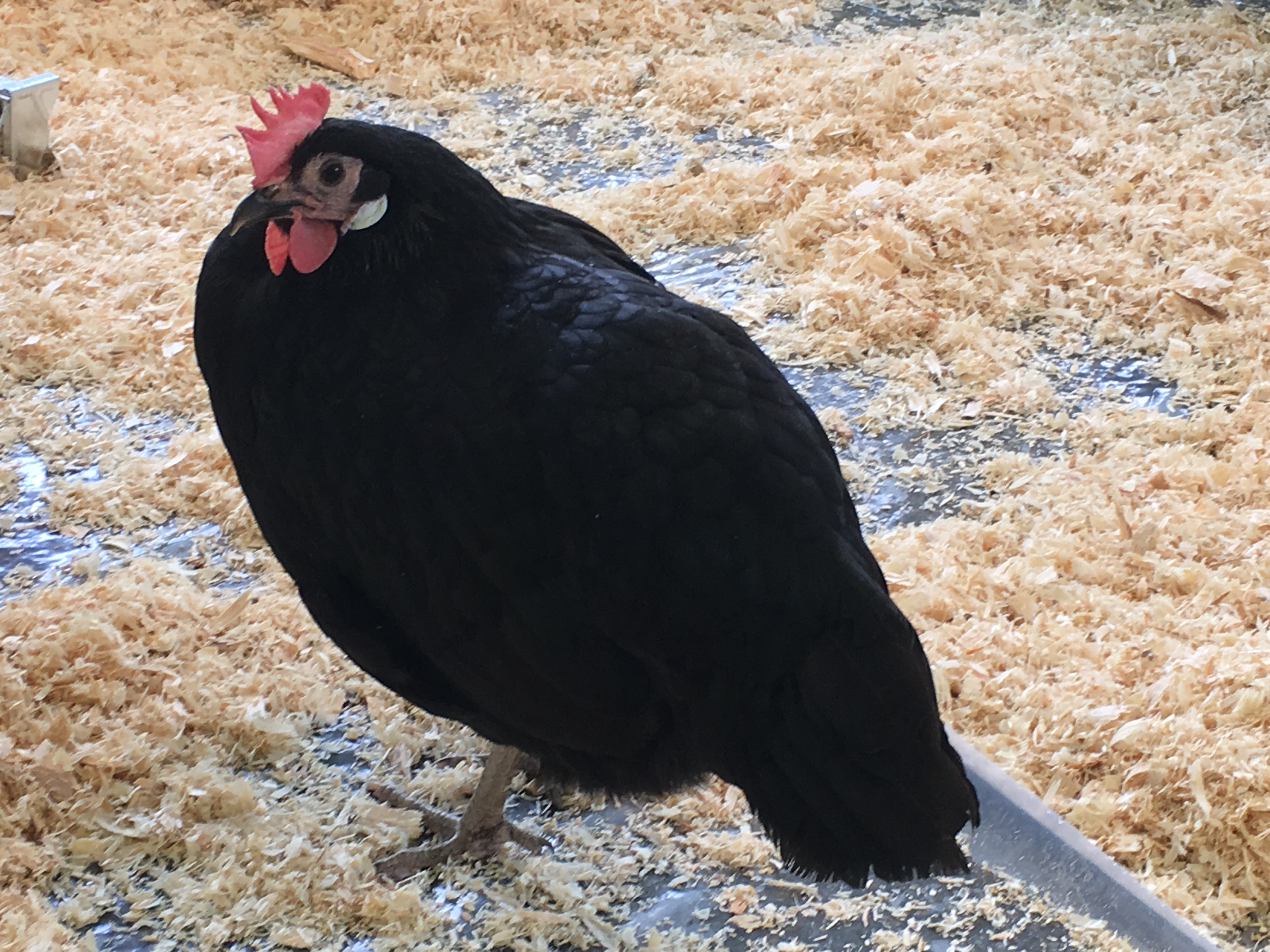
Gà Valdarno

Gà Valdarno hay còn gọi là gà Valdarno đen là một giống gà lông đen kiêm dụng có nguồn gốc từ vùng miền hạ của Valdarno tại thung lũng của sông Arno ở Toscana thuộc miền trung nước Ý. Gióng gà này đã trở nên gần như đã tuyệt chủng trong thế kỷ 20, nhưng dân số của chúng đang từ từ hồi phục. Chúng là một giống hoàn toàn khác với gà Valdarno Bianca hay gà Valdarno trắng vốn có nguồn gốc từ vùng phía thượng Valdarno vì giống gà này có màu lông trắng.

## Lịch sử
Gà Valdarno lấy tên từ Valdarno thung lũng sông Arno. Đó là quá khứ được nuôi lớn ở phần dưới của thung lũng giữa vùng Florence và Biển Tyrrhenian và ở các vùng đồng bằng xung quanh Pisa, trong các khu vực của như Cerreto Guidi, Pontedera, Empoli, Poggibonsi và San Miniato. Mô tả đầu tiên về gà Valdarno được đưa ra bởi Pochini, người đề xuất nó ở trên tất cả những giống gà khác thích hợp cho cả nuôi nhỏ và quy mô lớn, vì sự phát triển nhanh chóng và bản năng làm mẹ của gà mái, nhưng chú ý rằng nó đòi hỏi không gian và không thích nghi tốt để chăn nuôi theo kiểu nuôi nhốt. Ông minh họa bốn loại màu sắc, đen, trắng, da bò, và chim cu, và lưu ý rằng màu đen và trắng là phổ biến nhất.
Tiêu chuẩn giống đầu tiên được trình bày bởi Maggi tại một hội nghị ở Mantua vào năm 1905, tác giả này tin rằng giống gà này có từ trước năm 1848 và ghi nhận ưu thế của giống đen, được chứng minh bằng câu nói địa phương "pollo nero, pollo vero" nghĩa là "gà đen là gà thiệt". Giống gà này được mô tả bởi cả Pascal và Faelli trong cùng một năm. Trong những năm tiếp theo, Valdarno sau đó trở thành chủ đề thảo luận mở rộng và nóng bỏng về tính xác thực của nó, và liệu nó có nên được coi là một loạt các giống gà Livornese hay không. Mặc dù tính xác thực của nó cuối cùng đã được công nhận, con số của nó đã giảm do sự cạnh tranh từ gà Leghorn trắng, và bất chấp những nỗ lực khác nhau của các nhà lai tạo để bảo tồn nó, tiếp tục giảm qua hầu hết thế kỷ 20 cho đến khi nó hầu như biến mất.
Sự phục hồi và hồi phục gần đây của giống gà này dựa trên một số lượng nhỏ các giống gà dễ thương được tìm thấy ở vùng nông thôn Sienna, với các con lai với giống gà Bresse và gà Castellana Negra. Kết quả đầu tiên được trình diễn tại Reggio Emilia năm 1998, và được đón nhận nồng nhiệt. Mặc dù số lượng vẫn thấp, gà Valdarno được sản xuất theo tiêu chuẩn 1905, và được đưa vào tiêu chuẩn chính thức của Federazione Italiana Associazioni Avicole, liên đoàn gia cầm Ý, là cơ quan quản lý chăn nuôi gia cầm ở Ý. Hiện nay số lượng giống vẫn thấp. Một nghiên cứu được công bố năm 2007 sử dụng một con số xấp xỉ 200 cho tổng số lượng giống, trong đó khoảng 50 là gà trống.

## Đặc điểm
Các còn gà Valdarno là giống gà tuyền một màu đen với những sắc sáng màu xanh đậm. Chân chúng có một màu đen tối và mỏ màu đen. Da thịt chúng trắng. Chiếc mồng của chúng có kích thước trung bình, với 5-6 điểm. Nọng của chúng dài trung bình và màu đỏ, hình bầu dục tai và thùy trắng. Trọng lượng trung bình là 2,5–2,8 kg (5,5–6,2 lb) đối với gà trống, 2,0–2,3 kg (4,4–5,1 lb) đối với gà mái. Trứng có màu trắng và nặng ít nhất 55 g. Kích thước vòng là 18 mm đối với gà trống, 16 mm đối với gà mái.